# 杜姆尼齊亞 (布斯克區)
49°56′52″N 24°30′57″E / 49.94778°N 24.51583°E
杜姆尼齊亞（烏克蘭語：Думниця），是烏克蘭西部的村莊，隸屬利維夫州的佐洛奇夫區。該村面積0.33平方公里，海拔高度237米，2001年人口68，人口密度每平方公里207.32人。